# Макбейн, Нил
Нил Макбе́йн (англ. Neil McBain; 15 ноября 1895 — 13 мая 1974) — шотландский футболист и футбольный тренер.
Ему принадлежит рекорд как самому возрастному игроку в истории Футбольной лиги Англии — в 1947 году он вышел на поле в официальной игре за «Нью-Брайтон» в возрасте 51 года и 120 дней.

## Клубная карьера
Уроженец Кэмпбелтауна, Макбейн начал играть в футбол в шотландских командах «Кэмпбелтаун Академикалс» и «Гамильтон Академикал». Выступал на позициях флангового или центрального хавбека и нападающего. В 1914 году перешёл в клуб «Эр Юнайтед», за который дебютировал 20 марта 1915 года в игре против «Клайда». Во время войны служил в «Чёрном дозоре» (3-й пехотный батальон Королевского полка Шотландии), после чего был переведён в Королевский военно-морской флот, где проходил службу на подводной лодке.
После окончания войны вернулся в «Эр Юнайтед». Проходил просмотр в шотландских клубах «Килмарнок» и «Терд Ланарк», но в ноябре 1921 года перешёл в английский клуб «Манчестер Юнайтед» за 4600 фунтов. Дебютировал в составе «Юнайтед» 26 ноября 1921 года в матче Первого дивизиона против «Астон Виллы». Один из репортёров того времени так описывал шотландца: «Переход Макбейна в роли центрального хавбека имел потрясающий эффект. Его оборонительная игра хороша, но решения, которые он принимает в конструировании атак, ещё лучше». В своём первом сезоне в «Юнайтед» выступал на позиции центрального хавбека, но уже в сезоне 1922/23 его начали выставлять на матчи в роли левого хавбека и даже левого инсайда, так как центральным хавбеком стал новичок команды Фрэнк Барсон. В январе 1923 года Макбейн попросил выставить себя на трансфер. Возможно, это было связано с приходом Барсона и нежеланием Макбейна выступать на непривичных для него позициях. Когда новость о выставлении Макбейна на трансфер стала известной общественности, множество болельщиков «Манчестер Юнайтед» собралось вместе протестовать против его продажи, однако этот протест не возымел результата. Игрок был в итоге продан в «Эвертон» за 4200 фунтов. В общей сложности Макбейн провёл за «Юнайтед» 43 матча и забил 2 мяча.
С января 1923 выступал за «Эвертон». Играл в составе «ирисок» до 1926 года, проведя в общей сложности 103 матча и забив 1 мяч. В июле 1926 года перешёл в шотландский клуб «Сент-Джонстон» за 1100 фунтов. Два года спустя, в марте 1928 года, вернулся в Англию, став игроком «Ливерпуля». Сыграл за клуб 12 матчей, после чего перешёл в «Уотфорд» в ноябре того же 1928 года.
С 1928 по 1931 годы выступал за «Уотфорд», причём с 1929 года стал играющим тренером. В 1931 году завершил карьеру игрока. Однако свой последний матч в качестве профессионального футболиста он провёл через 16 лет после этого. 15 марта 1947 года, будучи главным тренером клуба «Нью-Брайтон», из-за травмы вратаря сам вышел на поле и встал на ворота своей команды в игре Третьего северного дивизиона Футбольной лиги против «Хартлпул Юнайтед». Он пропустил в этом матче три гола в свои ворота. На тот момент ему был 51 год и 120 дней. Он до сих пор остаётся самым возрастным игроком в истории Футбольной лиги Англии.

## Карьера в сборной
Провёл три матча за сборную Шотландии с 1922 по 1924 год: против Англии 8 апреля 1922 года, против Ирландии 3 мая 1923 года и против Уэльса 16 февраля 1924 года (все — в рамках домашнего чемпионата Британии).

## Тренерская карьера
Макбейн работал в качестве тренера в клубах «Уотфорд», «Эйр Юнайтед», «Лутон Таун», «Лейтон Ориент». С 1949 по 1951 годы был главным тренером аргентинского клуба «Эстудиантес» из Ла-Платы.

## Статистика выступлений
| Клуб              | Сезон            | Лига | Лига | Кубок | Кубок | Итого | Итого |
| Клуб              | Сезон            | Игры | Голы | Игры  | Голы  | Игры  | Голы  |
| ----------------- | ---------------- | ---- | ---- | ----- | ----- | ----- | ----- |
| Эр Юнайтед        | 1914/15          | 1    | 0    | 0     | 0     | 1     | 0     |
| Эр Юнайтед        | 1915/16          | 7    | 2    | 0     | 0     | 7     | 2     |
| Эр Юнайтед        | 1916/17          | 0    | 0    | 0     | 0     | 0     | 0     |
| Эр Юнайтед        | 1917/18          | 0    | 0    | 0     | 0     | 0     | 0     |
| Эр Юнайтед        | 1918/19          | 29   | 8    | 0     | 0     | 29    | 8     |
| Эр Юнайтед        | 1919/20          | 35   | 1    | 3     | 0     | 38    | 1     |
| Эр Юнайтед        | 1920/21          | 27   | 0    | 4     | 0     | 31    | 0     |
| Эр Юнайтед        | 1921/22          | 18   | 0    | 0     | 0     | 31    | 0     |
| Эр Юнайтед        | Итого            | 117  | 11   | 7     | 0     | 124   | 11    |
| Манчестер Юнайтед | 1921/22          | 21   | 0    | 1     | 0     | 22    | 0     |
| Манчестер Юнайтед | 1922/23          | 21   | 2    | 0     | 0     | 21    | 2     |
| Манчестер Юнайтед | Итого            | 42   | 2    | 1     | 0     | 43    | 2     |
| Эвертон           | 1922/23          | 15   | 0    | 0     | 0     | 15    | 0     |
| Эвертон           | 1923/24          | 37   | 0    | 2     | 0     | 39    | 0     |
| Эвертон           | 1924/25          | 35   | 0    | 4     | 0     | 39    | 0     |
| Эвертон           | 1925/26          | 10   | 1    | 0     | 0     | 10    | 1     |
| Эвертон           | Итого            | 97   | 1    | 6     | 0     | 103   | 1     |
| Сент-Джонстон     | 1926/27          | 27   | 4    | 1     | 0     | 28    | 4     |
| Сент-Джонстон     | 1927/28          | 11   | 0    | 0     | 0     | 11    | 0     |
| Сент-Джонстон     | Итого            | 38   | 4    | 1     | 0     | 39    | 4     |
| Ливерпуль         | 1927/28          | 10   | 0    | 0     | 0     | 10    | 0     |
| Ливерпуль         | 1928/29          | 2    | 0    | 0     | 0     | 2     | 0     |
| Ливерпуль         | Итого            | 12   | 0    | 0     | 0     | 12    | 0     |
| Уотфорд           | 1928/29          | 27   | 2    | 3     | 0     | 30    | 2     |
| Уотфорд           | 1929/30          | 33   | 2    | 1     | 0     | 34    | 2     |
| Уотфорд           | 1930/31          | 25   | 1    | 5     | 0     | 30    | 1     |
| Уотфорд           | 1931/32          | 0    | 0    | 1     | 0     | 1     | 0     |
| Уотфорд           | Итого            | 85   | 5    | 10    | 0     | 95    | 5     |
| Нью-Брайтон       | 1946/47          | 1    | 0    | 0     | 0     | 1     | 0     |
| Нью-Брайтон       | Итого            | 1    | 0    | 0     | 0     | 1     | 0     |
| Всего за карьеру  | Всего за карьеру | 392  | 23   | 25    | 0     | 417   | 23    |